# Joe Shepley
Joseph James „Joe“ Shepley (* 7. August 1930 in Yonkers; † 26. März 2016) war ein US-amerikanischer Jazztrompeter, der sich auch als Studiomusiker einen Namen machte.

## Leben und Wirken
Shepley hatte bereits mit 12 Jahren erste professionelle Auftritte; er leistete von 1952 bis 1954 seinen Militärdienst in Korea ab. Nach seiner Entlassung aus der US-Army studierte er an der Manhattan School of Music (Master 1957) und arbeitete in den folgenden Jahren bis in die 2000er-Jahre als Studio- und Sessionmusiker, u. a. mit Duke Pearson, B. B. King, Aretha Franklin, George Benson, Paul Anka, Astrud Gilberto, Kenny Burrell, Billy Joel und Frank Sinatra.  Um 1970 bildete er mit Burt Collins die Band Collins-Shepley Galaxy, die zwei Alben aufnahm, darunter ein Lennon/McCartney-Tributalbum. Für die Band arbeitete u. a. Michael Abene als Arrangeur. Im Bereich des Jazz war Shepley zwischen 1956 und 2000 an 104 Aufnahmesessions beteiligt, außer den Genannten auch mit Kai Winding, Stanley Turrentine, Marvin Stamm, Paul Desmond, Rusty Dedrick, Lee Morgan, O’Donel Levy, Charles Earland, Eumir Deodato, Don Sebesky, Lou Donaldson, David Matthews, Phil Woods, Lonnie Liston Smith, Jeremy Steig, Chris Hinze, Urbie Green, Art Farmer, Ron Carter, Herbie Mann, Michel Legrand, Randy Crawford, Jimmy McGriff, Earl Klugh und David Fathead Newman. Er war außerdem in den 1990er- und 2000er-Jahren Mitglied des Manhattan Jazz Orchestra.